# Vilar de Santos
Vilar de Santos (em espanhol, Villar de Santos) é um município da Espanha na província
de Ourense,
comunidade autónoma da Galiza, de área 20,58 km² com população de 1004 habitantes (2004) e densidade populacional de 48,79 hab/km².

## Demografia
| Variação demográfica do município entre 1991 e 2004 | Variação demográfica do município entre 1991 e 2004 | Variação demográfica do município entre 1991 e 2004 | Variação demográfica do município entre 1991 e 2004 |
| --------------------------------------------------- | --------------------------------------------------- | --------------------------------------------------- | --------------------------------------------------- |
| 1991                                                | 1996                                                | 2001                                                | 2004                                                |
| 1495                                                | 1058                                                | 986                                                 | 1004                                                |